# بارن کریک (ویرجینیای غربی)
بارن کریک (به انگلیسی: Barren Creek) یک منطقهٔ مسکونی در ایالات متحده آمریکا است که در شهرستان کاناوا، ویرجینیای غربی واقع شده‌است. بارن کریک ۱۸۸٫۹۸ متر بالاتر از سطح دریا واقع شده‌است.